# Pierre de Beraitz
 (janvier 2016).
Si vous disposez d'ouvrages ou d'articles de référence ou si vous connaissez des sites web de qualité traitant du thème abordé ici, merci de compléter l'article en donnant les références utiles à sa vérifiabilité et en les liant à la section « Notes et références ».
Pierre de Beraitz (ou Pedro de Veraiz) est un religieux navarrais du XVe siècle.

## Biographie
Issu d'une famille noble du royaume de Navarre, il nait à Tudela. Il est destiné à une carrière ecclésiastique et entre dans les ordres chez les franciscains.
Il devient confesseur et conseiller de Blanche de Navarre en 1422. Celle-ci devient reine de Navarre en 1425 et lui conserve sa confiance jusqu’à sa mort en 1441. Il est par la suite un proche de Charles, prince de Viane et fait office de médiateur entre ce dernier et son père le roi Jean II.
Il obtient par l'intercession des souverains navarrais la charge d'archevêque de Tyr en 1429.
Il meurt en 1454.